# Machilus cavaleriei
Sụ cavaleriei hay vàng trắng cavaleriei (danh pháp khoa học: Machilus cavaleriei) là loài thực vật có hoa trong họ Nguyệt quế. Loài này được H. Lév. miêu tả khoa học đầu tiên năm 1914. Tại Trung Quốc nó được gọi là 安顺润楠 (an thuận nhuận nam).

## Phân bố và môi trường sống
Loài này sinh sống trên sườn núi trong rừng thưa hay rừng rậm. Phân bố tại tây bắc Quảng Tây, nam Quý Châu và Việt Nam. Sách Cây cỏ Việt Nam của Phạm Hoàng Hộ ghi nhận có tại Cá Ná (có thể là Cà Ná).

## Mô tả
Cây bụi hoặc cây gỗ nhỏ, cao khoảng 2,5 m. Vỏ cây màu xám. Các cành con màu nâu ánh vàng, hơi dày, có đốm hình hột đậu-elip theo chiều dọc, phần non có lông tơ màu trắng ánh xám hoặc màu nâu nhạt. Lá mọc rải rác ở phần trên của cành con; cuống lá hơi thanh mảnh, 8-12 (-26) mm; phiến lá ở mặt xa trục màu xanh lục hơi xám, hình trứng ngược hoặc thuôn dài, 5-10,5 × 2-3 (-4,2) cm, phiến lá non có lông măng ở cả hai mặt, trở thành nhẵn bóng ở mặt gần trục, gân giữa phía xa trục nhô cao, hơi dẹp xuống ở phía gần trục, gân bên 6-8 đôi, thanh mảnh, các gân con có hố nhỏ, hơi dễ thấy trên cả hai mặt. Các chùy hoa mọc từ phần dưới của cành non, dài 3,8-7 cm, có lông tơ màu xám; cuống chùy hoa màu tía, thanh mảnh, phân nhánh ở phần trên. Cuống hoa thanh mảnh, dài 3-5 mm, có lông tơ. Các thùy bao hoa thuôn dài, 3-4 mm, hơi không đều, có lông tơ trên cả hai mặt, có 5 gân dọc, đỉnh tù. Chỉ nhị có lông nhung ở đáy; các tuyến của loạt thứ 3 hình cuống ngắn. Bầu nhụy gần giống hình cầu; đầu nhụy hình đĩa. Quả hình cầu khi còn non; các thùy bao hoa bền, mỏng như da.